# Barbara Weber

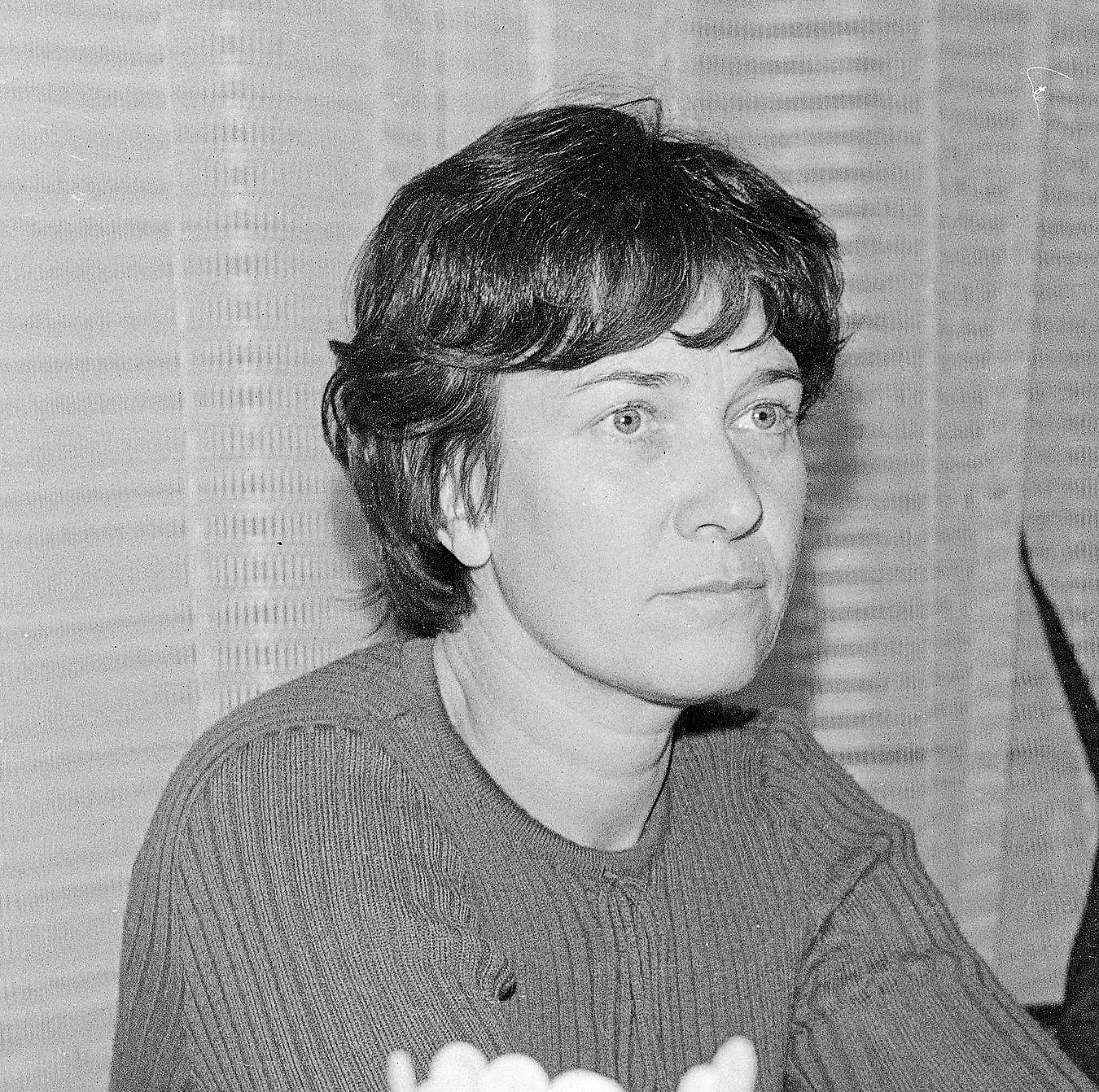
Barbara Weber (1973)

Barbara Weber (ur. 18 maja 1930, zm. 7 listopada 2007) – polska socjolog, dziennikarka, redaktor pism naukowych poświęconych problemom wsi, wieloletni zastępca redaktora naczelnego i kierownik działu socjologicznego miesięcznika „Wieś Współczesna”.
Od 1992 r., kiedy to ukazał się pierwszy numer, była zastępca redaktora naczelnego „Eastern European Country-Side”. Była uczennicą Marii Ossowskiej, pracę doktorską poświęciła zagadnieniu religijności młodzieży wiejskiej. 